# Caruthers
Caruthers és una concentració de població designada pel cens dels Estats Units a l'estat de Califòrnia. Segons el cens del 2000 tenia 2.103 habitants.

## Demografia
Segons el cens del 2000, Caruthers tenia 2.103 habitants, 572 habitatges, i 481 famílies. La densitat de població era de 406 habitants/km².
Dels 572 habitatges en un 50% hi vivien nens de menys de 18 anys, en un 66,4% hi vivien parelles casades, en un 11,4% dones solteres, i en un 15,9% no eren unitats familiars. En el 14,7% dels habitatges hi vivien persones soles el 9,6% de les quals corresponia a persones de 65 anys o més que vivien soles. El nombre mitjà de persones vivint en cada habitatge era de 3,66 i el nombre mitjà de persones que vivien en cada família era de 4,01.
Per edats la població es repartia de la següent manera: un 36% tenia menys de 18 anys, un 8,7% entre 18 i 24, un 28,7% entre 25 i 44, un 16,6% de 45 a 60 i un 9,9% 65 anys o més.
L'edat mitjana era de 29 anys. Per cada 100 dones de 18 o més anys hi havia 93,7 homes.
La renda mitjana per habitatge era de 40.109 $ i la renda mitjana per família de 45.221 $. Els homes tenien una renda mitjana de 32.535 $ mentre que les dones 25.114 $. La renda per capita de la població era de 12.642 $. Entorn de l'11,6% de les famílies i el 17,6% de la població estaven per davall del llindar de pobresa.

## Poblacions més properes
El següent diagrama mostra les poblacions més properes.